# Гелиопсис
Гелиопсис (лат. Heliopsis) — род однолетних и многолетних травянистых растений семейства Астровые (Asteraceae).

## Распространение и экология
Представители рода распространены в Центральной и Северной Америке.

## Биологическое описание
Стебли прямые, ветвистые, до 160 см высотой.
Листья расположены супротивно или в очередном порядке, продолговатые.
Соцветия — корзинки, собраны, в свою очередь, в густое метельчатое соцветие.
Краевые цветки язычковые, жёлтые или оранжевые, серединные — трубчатые с узкоконическим венчиком, желтые или коричневые. Семянки плоские, голые.

## Значение и применение
Некоторые виды и сорта используются, как декоративные садовые растения.

## Виды
Список видов по данным The Plant List:
- Heliopsis annua Hemsl.
- Heliopsis anomala (M.E.Jones) B.L.Turner
- Heliopsis buphthalmoides (Jacq.) Dunal
- Heliopsis decumbens S.F.Blake
- Heliopsis filifolia S.Watson
- Heliopsis gracilis Nutt.
- Heliopsis helianthoides (L.) Sweet typus
- Heliopsis lanceolata S.F.Blake
- Heliopsis longipes (A.Gray) S.F.Blake
- Heliopsis novogaliciana B.L.Turner
- Heliopsis oppositifolia (Lam.) S.Díaz
- Heliopsis parviceps S.F.Blake
- Heliopsis parvifolia A.Gray
- Heliopsis procumbens Hemsl.
- Heliopsis sinaloensis B.L.Turner

## Некоторые сорта
- Heliopsis 'Helhan'
- Heliopsis helianthoides 'Prairie Sunset'. Высота растений от 120 до 180 см. Стебли черновато-фиолетовые. Листья около 5 см длиной. Соцветия 8—12 лучевые корзинки. Трубчатые цветки и основания язычковых цветков оранжево-коричневые, верхние части язычковых цветков жёлтые. Цветение: июнь—сентябрь[2]. Зоны морозостойкости: 3—9[3].
- Heliopsis helianthoides var. scabra 'Goldgefieder'
- Heliopsis helianthoides var. scabra 'Spitzentanzerin'
- Heliopsis helianthoides 'Tuscan Sun'
- Heliopsis helianthoides var. scabra 'Sommersonne'. Высота растений 60—90 см. Язычковые цветки жёлтые, трубчатые оранжево-жёлтые. Цветение с июня по август[4]. Согласно другому источнику, высота растений в Германии около 120 см, цветение с июля по сентябрь. Расстояние между растениями: 75 см. Почва: хорошо дренированная, pH 5,8 - 6,8. Зоны морозостойкости: 3—9[5].
- Heliopsis helianthoides var. scabra 'Venus'